# Glena bipennaria
Glena bipennaria là một loài bướm đêm trong họ Geometridae.